# Crisi politica ucraina del 2008
La crisi politica ucraina del 2008 ha avuto inizio dopo che il partito del Presidente Viktor Juščenko, Blocco Ucraina Nostra - Autodifesa Popolare (NU-AP), si è ritirato dalla coalizione di governo a seguito di un voto su una legge del 4 settembre 2008 che mirava a limitare i poteri del Presidente; durante il voto il Blocco Julija Tymošenko (BJuT), facente capo al Primo ministro Julija Tymošenko, ha votato con il Partito delle Regioni, che si trova all'opposizione. La legge avrebbe richiesto il consenso del Primo Ministro per la nomina e per l'allontanamento del Procuratore Generale, avrebbe dato al governo il potere di nominare i capi del governo locale nel caso il Presidente rifiutasse i candidati, avrebbe tolto al Presidente il diritto a rifiutare un candidato a Primo Ministro, e a sollevare dalla carica i Ministri della Difesa, dell'Interno e degli Esteri. Il Presidente Juščenko affermò che la condizione per tornare ai negoziati in Parlamento (Verchovna Rada) era una chiara posizione riguardo alla guerra in Georgia e Ossezia del Sud, oltre che l'abrogazione di tutte le leggi costituzionali adottate dopo il 3 settembre. Juščenko sostenne che si era formata una coalizione "de facto", con "nessun altro scopo oltre quello di compiere un colpo di Stato ed usurpare il potere nella nazione". La Tymošenko affermò che le reali intenzioni del partito del Presidente nel "dichiararle guerra" erano mirate ad assicurargli la vittoria alle prossime elezioni presidenziali, nonostante ella stesse ancora cercando la ricostruzione della coalizione tra i due partiti. Il Primo Ministro riaffermò la propria posizione riguardo al conflitto georgiano, sostenendo di essere neutrale e in linea con l'Unione europea.
Jurij Lucenko, capo del Movimento Civile "Autodifesa Popolare" (parte del Blocco Ucraina Nostra-Autodifesa Popolare), affermò che la rottura della coalizione era stata provocata dal Segretariato del Presidente e che l'"Autodifesa del Popolo" era categoricamente contro questa azione.
I media stranieri hanno riportato che la crisi politica era stata generata dal conflitto armato tra Russia e Georgia che aveva avuto inizio nell'agosto 2008 ed iniziò con una disputa tra il Presidente Viktor Juščenko e il Primo Ministro Julija Tymošenko sulla reazione dell'Ucraina a tale conflitto. Il Presidente diede il proprio sostegno alla Georgia e criticò fortemente la Russia, mentre altri partiti si dimostrarono più neutrali ed assunsero posizioni più bilanciate riguardo alle due parti in guerra. Il 16 settembre, il crollo della coalizione BJuT/NU-AP fu annunciata ufficialmente. Dopo il fallimento della ricostruzione della coalizione, il Parlamento ucraino fu sciolto dal Presidente l'8 ottobre 2008, spianando la strada alle terze elezioni parlamentari in tre anni, divenute poi sempre meno probabili a causa della creazione di una nuova coalizione, avvenuta il 16 dicembre 2008, tra il Blocco Julija Tymošenko, Ucraina Nostra e il Blocco di Litvin; il 19 dicembre 2008, infatti, il Presidente Viktor Juščenko ha affermato che "la situazione non è più la stessa di tre mesi fa, e pertanto parlare di elezioni anticipate come risoluzione del problema è ora irragionevole".
La crisi si è infatti conclusa quando la coalizione arancione è stata riportata in vigore con l'inclusione del Blocco di Litvin; questo è avvenuto dopo che Volodimir Litvin è stato eletto Presidente del Parlamento.
L'ex Presidente della Polonia Aleksander Kwaśniewski ha affermato che lo scioglimento della Verchovna Rada da parte di Juščenko è stato "dannoso anche per se stesso. C'era una possibilità di formare una larga grande coalizione composta da Blocco Julija Tymošenko, Ucraina Nostra e Blocco di Litvin, e vi stavamo lavorando. Il Presidente Juščenko potrebbe subire un contraccolpo inaspettato".

## Accuse di tradimento
Durante il conflitto tra Russia e Georgia, il Presidente dell'Ucraina Juščenko emise un decreto in cui chiedeva di conoscere in anticipo i movimenti della flotta russa nel Mar Nero in ingresso e in uscita dal porto ucraino di Sebastopoli. Egli si dichiarò fortemente sostenitore del Presidente della Georgia Mikheil Saakašvili, condannando gli attacchi russi alla Georgia. La Tymošenko e il suo blocco si misero in un atteggiamento meno critico nei confronti della Russia e il Primo Ministro stesso rimase lontana dalla prima linea per quasi tutto il conflitto. Il 18 agosto 2008 Juščenko accusò il Primo Ministro di aver assunto una posizione morbida per cercare di ottenere il sostegno della Russia alle elezioni presidenziali del 2010. Andrij Kyslynskij, il Capo dello Staff presidenziale, affermò che le azioni della Tymošenko mostravano "segni di alto tradimento e di corruzione politica", aggiungendo che i documenti che sostenevano tali accuse erano stati consegnati alle autorità competenti. Julija Tymošenko negò le accuse e rigettò le accuse di essere morbida nei confronti della Russia, affermando che sosteneva la "sovranità e l'integrità territoriale della Georgia", non essendo d'accordo con la durezza del Presidente e difendendo la propria posizione definendola "in linea con l'Unione europea" e "mirata a non trascinare l'Ucraina nel conflitto".
Andrij Semčenko, membro del Parlamento del Blocco Tymošenko, chiamò il Presidente e il Capo del Segretariato del Presidente Viktor Baloha per spingerlo a scusarsi con il Primo Ministro prima che vi potesse essere un danno per la coalizione. Affermò che non era appropriato per il Presidente e Baloha diffondere informazioni secondo le quali la Tymošenko era una traditrice.

## Crollo della coalizione
Il 1º settembre 2008 il Primo Ministro Tymošenko ha proposto una legislazione che avrebbe facilitato la procedura di impeachment, nonostante abbia sottolineato che tale legge non avrebbe avuto impatti sul Presidente Juščenko, in quanto pensata per i Presidenti futuri. Quando la legge giunse alla votazione in Parlamento due giorni dopo, il Blocco della Tymošenko votò insieme al Partito delle Regioni e al Partito Comunista d'Ucraina per approvarla. Essi approvarono anche una norma limitante i poteri del Presidente, che mirava invece ad aumentare i poteri del Primo Ministro. In particolare, i partiti approvarono la legge che avrebbe tolto al Presidente il diritto di rifiutare un candidato a Primo Ministro, a Ministro della Difesa, dell'Interno e degli Esteri e gli avrebbe tolto il diritto a nominare il capo del Servizio di Intelligence. Juščenko promise il veto alla legge.
Dopo il voto il blocco del Presidente Juščenko si pose al di fuori della coalizione di governo affermando che la Tymošenko stava prendendo accordi con la coalizione e il Presidente minacciò un'elezione anticipata se a tempo debito non si fosse formata una nuova coalizione. Egli accusò inoltre la Tymošenko di cercare di instaurare una "dittatura del Primo Ministro" e definì il voto parlamentare un "colpo di Stato politico e costituzionale". La Tymošenko rigettò le accuse e affermò che la vera ragione di tali affermazioni era che il Presidente "le aveva dichiarato guerra per assicurarsi la vittoria alle prossime elezioni presidenziali". Nonostante ciò, il Primo Ministro chiese ripetutamente di ricostruire la coalizione tra i due gruppi. Difese anche la propria posizione sulla Georgia, definendola "in linea con l'Unione europea e mirata a non trascinare l'Ucraina nei conflitto." La Verchovna Rada incrementò i poteri del Primo Ministro approvando la legislazione che obbligava il Presidente ad avere il consenso del Primo Ministro per la nomina del Procuratore Generale e che dava al governo il potere di nominare i capo dei governi locali, in caso essi fossero rifiutati dal Presidente.
L'8 settembre, il membro parlamentare di Ucraina Nostra Parubij sostenne che la Tymošenko e il Partito delle Regioni avevano già raggiunto un accordo sulla formazione di un nuovo governo e si stavano spartendo le poltrone di un nuovo governo (affermazione smentita dalla Tymošenko). Egli affermò anche che se si fosse formata una coalizione tra il blocco della Tymošenko e il Partito delle Regioni, Ucraina Nostra si sarebbe appellata alla Corte Costituzionale dell'Ucraina per stabilire la legalità dei cambiamenti costituzionali del dicembre 2004 che, se avessero avuto successo, avrebbero restituito gran parte dei poteri al Presidente. Durante il programma "Libertà di Parola" del 9 settembre 2008, la Tymošenko affermò che era "categoricamente contro" i decreti emanati dal Presidente riguardo alla Flotta Russa del Mar Nero, sostenendo che rischiavano di provocare una risposta da parte russa.
Il 10 settembre la Tymošenko ripropose di ricostruire la coalizione, ma affermò che non avrebbe accettato precondizioni da parte di Ucraina Nostra. Affermò anche che al momento non stava prendendo accordi per formare alcuna altra coalizione. Julija Tymošenko aggiunse che un'altra elezione anticipata avrebbe "distrutto la normale vita della nazione", e che pertanto non doveva essere considerata un modo per uscire dalla crisi.
Lo stesso giorno, Jan Bernazyuk, emissario di Juščenko presso il governo della Tymošenko, disse che i rappresentanti del Segretariato Presidenziale non erano stati autorizzati a partecipare alle riunioni di governo. Bernazyuk sostenne che la ragione era che il governo stava discutendo quattro articoli che erano "chiaramente favorevoli al Cremlino", essendo riguardanti i "permessi per l'uso dei prodotti minerali senza contesto o vendita". Juščenko spinse i rappresentanti e i membri dei consigli regionali, di distretto e cittadini ad unirsi contro la formazione di una nuova coalizione mantenendo la "coalizione democratica" all'interno dei governi locali, e invitando le altre "forze nazionali" ad unirsi. Disse che la nuova relazione tra la Tymošenko e il Partito delle Regioni era un "serio pericolo per la scelta democratica dell'Ucraina".
Le alte cariche del Partito delle Regioni accusarono Juščenko di aver pianificato di imporre il dominio presidenziale diretto sciogliendo il Parlamento senza proclamare nuove elezioni. Allo stesso tempo, alcuni membri della Commissione Elettorale Centrale favorevoli a Juščenko si sarebbero dimessi, prolungando il periodo senza un Parlamento in funzione. Un'altra accusa affermava che Juščenko aveva segretamente spinto i governatori degli oblast a richiedere l'imposizione del governo presidenziale diretto da parte di Juščenko e sosteneva che egli si stava preparando a un colpo di Stato militare. Juščenko negò di aver pianificato di risolvere la crisi con la forza, affermando che l'Ucraina poteva risolvere la crisi in "modo democratico" attraverso il dialogo.
Il 16 settembre fu ufficialmente annunciato il crollo della coalizione BJuT/NU-AP. Julija Tymošenko diresse uno dei suoi attacchi più forti al Presidente Juščenko, accusandolo di aver distrutto le conquiste della rivoluzione arancione affondando le speranze di ricostruzione della coalizione. "Dal 2004 questo Presidente cerca di distruggere ogni cosa: la fiducia popolare negli ideali della rivoluzione e la fiducia nel Presidente stesso - solo il 5% lo sostiene ancora," disse ai giornalisti dopo una riunione di governo. "Sfortunatamente, questo Presidente lascerà a pezzi le promesse arancioni e le coalizioni democratiche, della sua fazione politica e di quella dei suoi amici"." La Tymošenko criticò Juščenko anche per "tutto ciò che avverrà nelle future relazioni tra Ucraina e Russia", chiedendo all'Ucraina di perseguire una politica più "bilanciata" nei confronti della Federazione Russa. Juščenko accusò la Tymošenko e il Partito delle Regioni di aver cercato di creare un sistema bipartitico in Parlamento. I due blocchi unirono le forze nella redazione e nella votazione di una nuova legge in Parlamento il 17 settembre che avrebbe introdotto un sistema di elezioni per il Parlamento a doppio turno, che avrebbe probabilmente portato il BJuT e il Partito delle Regioni ad essere gli unici due partiti a sopravvivere alla Verchovna Rada dopo le successive elezioni. Viktor Janukovyč affermò che il suo partito non voleva nuove elezioni e aggiunse che "la Costituzione deve essere modificata solo per migliorare l'efficienza delle autorità."
Il 18 settembre Julija Tymošenko si rifiutò di dimettersi da Premier, come stabilito da un patto di coalizione, affermando che "la coalizione non è crollata... Sono il Presidente e parte della sua squadra che hanno tradito la coalizione democratica e l'hanno lasciata unilateralmente." Si riferì anche al sospetto avvelenamento che aveva quasi ucciso il Presidente Viktor Juščenko nel 2004 affermando che "il principale avvelenamento è l'avvelenamento da poteri illimitati, una grave intossicazione presidenziale." Juščenko accusò la Tymošenko di non fornire adeguati fondi all'esercito ucraino e chiese quando lei avrebbe rispettato i soldati ucraini.
Il Presidente Juščenko affermò in seguito che la Tymošenko stava operando con il Partito delle Regioni e il Partito Comunista su decisioni che miravano a destabilizzare la nazione per stabilire un nuovo regime politico. Jurij Jechanurov, Ministro della Difesa e membro del blocco "Ucraina Nostra" di Juščenko, disse che lui e il suo partito politico avrebbero intrapreso tutte le azioni necessarie a mantenere la stabilità nel Paese. Il 19 settembre Julija Tymošenko chiese informazioni sull'esistenza di una coalizione informale tra BJuT, il Partito delle Regioni e il Partito Comunista d'Ucraina. Il Premier credeva che la divulgazione di tale informazione avesse lo scopo di cambiare lo scenario delle forze politiche in vista delle presidenziali del 2010. Il Primo Ministro affermò anche: "Penso che ciò [la creazione di una coalizione diversa] possa essere l'ultimo spiraglio e un passo obbligatorio prima dello scioglimento della Verchovna Rada; i comunisti non c'entrano nulla.” Il 22 settembre Ucraina Nostra rilasciò un comunicato in cui affermava: "L'Unione del Popolo Ucraina Nostra chiede a tutti coloro per i quali i valori dell'indipendenza e della libertà sono più importanti degli interessi personali e di gruppo, di unirsi intorno al Presidente Viktor Juščenko, come garante dello stato nazionale, e intorno a Ucraina Nostra, come unica forza che difende gli interessi ucraini nell'attuale Parlamento" e chiese ai membri del BJuT di "porre gli interessi della nazione prima di quelli dei leader di partito, per evitare di essere complici dei misfatti (modificare la Costituzione e dare tutti i poteri ai parlamentari oligarchi filo-russi) e prendere parte al processo di unificazione delle forze democratiche ucraine."
Il 26 settembre 2008 Julija Tymošenko ha affermato che lo svolgimento di elezioni parlamentari e presidenziali anticipate potrebbe essere un modo per uscire dalla crisi. La Tymošenko ha poi detto in Parlamento che avrebbe accettato le condizioni di Ucraina Nostra per non gettare la nazione nella crisi. Le trattative per la re-istituzione della coalizione arancione hanno avuto inizio nei primi giorni di ottobre, ma l'8 ottobre non si era ancora giunti ad un accordo; nella serata dello stesso giorno, mentre si trovava in visita in Italia, il Presidente Juščenko ha annunciato le terze elezioni politiche in meno di tre anni mediante un discorso pre-registrato per la televisione ucraina.

## Opposizione al decreto presidenziale
Moltissimi politici, anche tra i più vicini alleati del Presidente, hanno criticato il decreto, con anche alcuni simpatizzanti e alleati del partito del Presidente, che hanno ventilato l'ipotesi di sfidare il decreto per le vie legali. Il 10 ottobre il leader di Autodifesa del Popolo, Jurij Lucenko ha annunciato che tutte le forze democratiche dovrebbero unirsi in un singolo blocco democratico come il BJuT. Alcuni membri di Autodifesa hanno però manifestato disaccorso e hanno continuato a collaborare con Ucraina Nostra.
Anche le reazioni internazionali sono state negative: l'Unione europea ha espresso la speranza che non vi fossero elezioni anticipate e l'ex Presidente della Polonia Aleksander Kwaśniewski ha affermato che lo scioglimento della Verchovna Rada da parte di Juščenko è stato "dannoso anche per se stesso. C'era una possibilità di formare una larga grande coalizione composta da Blocco Julija Tymošenko, Ucraina Nostra e Blocco di Litvin, e vi stavamo lavorando. Il Presidente Juščenko potrebbe subire un contraccolpo inaspettato".
Il Tribunale del Distretto di Kiev ha sospeso l'11 ottobre 2008 la proclamazione delle elezioni da parte di Viktor Juščenko, a seguito di un ricorso effettuato dal BJuT. La Tymošenko ha rifiutato di approvare i fondi per le elezioni, affermando che l'Ucraina non può permettersi elezioni anticipate e che si aspetta che il Parlamento rifiuti i fondi necessari. Juščenko ha fatto ricorso contro la sospensione, dato che egli stesso aveva licenziato il giudice che ha poi bloccato la proclamazione. I sostenitori della Tymošenko hanno pensato di montare una veglia presso il tribunale per impedire lo svolgimento di azioni illegali. Il Procuratore di Kiev ha inoltre avviato un'investigazione sul giudice che aveva sospeso il decreto con la motivazione di "aver approvato una risoluzione contro la legge".
Dopo le iniziali resistenze, il Consiglio dei ministri ha attuato modifiche al progetto di utilizzo del budget nazionale per finanziare le elezioni. Le elezioni sarebbero costate circa 417 milioni di grivnie (circa 60 milioni di euro o, equivalentemente, 80 milioni di dollari).

## Sondaggi
Secondo i sondaggi condotti nei primi mesi del 2008, il sostegno all'attuale Primo ministro Julija Tymošenko ed al suo blocco era cresciuto ed era divenuta la percentuale maggiore in assoluto rispetto al periodo in cui tale partito era al governo.
| Condotto da:  | FOM-Ukraine (25.01-02.02) | Razumkov center (31.01-05.02) | R&B (01.02-08.02) | Sofiya center (06.02-13.02) | FOM-Ukraine (12.09-26.09) |
| ------------- | ------------------------- | ----------------------------- | ----------------- | --------------------------- | ------------------------- |
| BJuT          | 29,2                      | 30,2                          | 30,9              | 28,9                        | 18,8                      |
| PR            | 21,2                      | 23,1                          | 23,6              | 25,3                        | 22,5                      |
| NU-AP         | 8,8                       | 10,1                          | 6,7               | 10,3                        | 4,6                       |
| PCU           | 3,4                       | 5,1                           | 3,5               | 3,9                         | 4,7                       |
| BL            | 2,8                       | 3,7                           | 2,4               | 3,2                         | 3,9                       |
| PSU           | 1                         | 1                             | 0,4               | 1                           |                           |
| Contro tutti  | 8                         | 8,3                           | 8,6               | 5,8                         |                           |
| Non voteranno | 11                        | 9,2                           | 8,4               | 9,3                         |                           |
| Incerti       | 12                        | 6,8                           | 12,5              | 8,7                         |                           |

## Fine della crisi
Il 22 ottobre il Presidente Juščenko ha affermato che la data precisa delle elezioni non poteva essere determinata finché il Parlamento (i lavori del Parlamento furono bloccati dalle proteste dal 21 ottobre fino al 24 ottobre) non avesse approvato i finanziamenti per le elezioni e non avesse votato la legislazione per aiutare l'Ucraina ad uscire dalla crisi economica mondiale. Fino ad ora, il Parlamento non ha ancora approvato i fondi. Il 12 novembre 2008 Juščenko affermò in una intervista pubblicata nel quotidiano di Varsavia Rzeczpospolita che le elezioni non si sarebbero potute tenere nel 2008 in quanto prima dovevano essere intraprese le misure anti-crisi.
All'inizio del dicembre 2008 vi furono negoziati tra il Blocco Julija Tymošenko e il Partito delle Regioni per formare una coalizione, ma dopo che Volodimir Litvin fu eletto Presidente della Verchovna Rada il 9 dicembre 2008, egli annunciò la creazione di una coalizione tra il suo Blocco di Litvin, BJuT e Ucraina Nostra. Dopo i negoziati i tre partiti firmarono ufficialmente l'accordo il 16 dicembre. Non è certo se la coalizione bloccherà le elezioni anticipate nonostante il Presidente Volodimir Litvin abbia affermato che il Parlamento resterà in carica fino al 2012.